# Izvorovo, Stara Zagora
Izvorovo (în bulgară Изворово) este un sat în comuna Cirpan, regiunea Stara Zagora,  Bulgaria. 

## Demografie
Componența etnică a satului Izvorovo
     Bulgari (89,92%)
     Nicio identificare (3,87%)
     Altele (6,2%)
La recensământul din 2011, populația satului Izvorovo era de 129 locuitori. Din punct de vedere etnic, majoritatea locuitorilor (89,92%) erau bulgari. Pentru 3,87% din locuitori nu este cunoscută apartenența etnică.